# Stjernvall
Stjernvall, även Stiernvall, är en svensk adelsätt som också är representerad i Finland. Ätten har samma ursprung som Wallvijk och von Wallvijk.
Ätternas gemensamma stamfader var Claes Eriksson som på 1620-talet var kronoarrendator av Kopparbergslagen. Hans andra hustru Elisabeth var dotter till Elof Terserus och Anna Danielsdotter Svinhufvud, och deras barn upptog namnet Wallwijk.
En av sönerna, Jöns Claesson Wallvik, var hovrättsassessor och gift med Magdalena Rudbeckia, en dotter till Nicolaus Johannis Rudbeckius och dotterdotter till Segericus Nenzelius. Sonen Johan adlades von Wallvijk. Dennes bror hovrättsrådet Erik Wallwik adlades 1727 på namnet Stjernvall och introducerades samma år på nummer 1810. Dennes hustru Brita Hirvo var borgmästaredotter från Åbo. 1818 immatrikulerades ätten på Finlands riddarhus på nummer 117.
Till släkten hörde bland andra Aurora Karamzin, mormor till Paul av Jugoslavien